# Châtillon-sur-Loire
Pour les articles homonymes, voir Châtillon.
Châtillon-sur-Loire est une commune française située dans le département du Loiret en région Centre-Val de Loire.
La commune constitue à elle seule l'unité urbaine de Châtillon-sur-Loire.

## Géographie

### Localisation et communes limitrophes

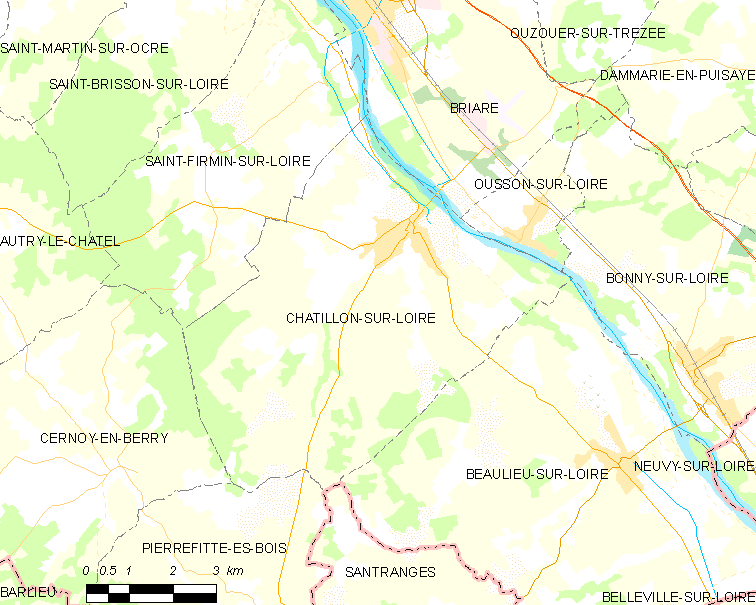
Carte de la commune de Châtillon-sur-Loire et des communes limitrophes.

La commune de Châtillon-sur-Loire se trouve dans le quadrant sud-est du département du Loiret, dans la région agricole du Berry. À vol d'oiseau, elle se situe à 72,1 km  d'Orléans, préfecture du département et à 45,1 km de Montargis, sous-préfecture. La commune fait partie du bassin de vie de Briare dont elle est éloignée de 5,3 km.
Les communes les plus proches sont : Ousson-sur-Loire (2,6 km), Saint-Firmin-sur-Loire (4,1 km), Briare (5,4 km), Beaulieu-sur-Loire (7,2 km), Bonny-sur-Loire (7,4 km), Saint-Brisson-sur-Loire (8,1 km), Cernoy-en-Berry (9,1 km), Dammarie-en-Puisaye (9,7 km), Ouzouer-sur-Trézée (9,8 km) et Pierrefitte-ès-Bois (9,8 km).

### Routes et transports
Le canal latéral à la Loire ainsi que les routes départementales 49, 50, 51 et 951 traversent le territoire de la commune.

### Géologie et relief

#### Géologie
La commune se situe dans le sud du Bassin parisien, le plus grand des trois bassins sédimentaires français. Cette vaste dépression, occupée dans le passé par des mers peu profondes et des lacs, a été comblée, au fur et à mesure que son socle s’affaissait, par des sables et des argiles, issus de l’érosion des reliefs alentours, ainsi que des calcaires d’origine biologique, formant ainsi une succession de couches géologiques.
Les couches affleurantes sur le territoire communal sont constituées de formations superficielles du Quaternaire et de roches sédimentaires datant du Cénozoïque, l'ère géologique la plus récente sur l'échelle des temps géologiques, débutant il y a 66 millions d'années, et du Mésozoïque, anciennement appelé Ère secondaire, qui s'étend de −252,2 à −66,0 Ma. La formation la plus ancienne est de la craie blanche à silex remontant à la période Crétacé. La formation la plus récente est des alluvions récentes des lits mineurs remontant à l’époque Holocène de la période Quaternaire. Le descriptif de ces couches est détaillé dans  la feuille « n°432 - Gien » de la carte géologique au 1/50 000ème du département du Loiret, et sa notice associée.

Carte géologique de la commune

|  | Fz :  | alluvions récentes des lits mineurs, Holocène                                   |
|  | FC :  | alluvions et colluvions du fond des vallées secondaires, Holocène               |
|  | Fw :  | alluvions de haute terrasse de la Loire, Pléistocène (Riss), terrasse +10 -15 m |
|  | Fvb : | alluvions de haute terrasse, Pléistocène (Mindel), terrasse +20 m               |

|  | qCS : | colluvions à silex de versant, Quaternaires |
|  | qOE : | Limons et Loess, Quaternaire                |

|  | m3-p1SASo : | sables et argiles de Sologne, Langhien supérieur à Pliocène inférieur |

|  | e7-g1CBr : | calcaires de Gien et de Briare, Éocène supérieur à Oligocène |
|  | e4PN :     | poudingue de Nemours, Paléocène-Éocène inférieur             |

|  | e1-4Rc : | complexe argilo-sableux à silex = argiles à silex, Paléocène-Éocène inférieur |

|  | c2Cr :  | craie blanche à silex, Turonien   |
|  | c1CrM : | craie blanche à silex, Cénomanien |

#### Relief
La superficie cadastrale de la commune publiée par l’Insee, qui sert de références dans toutes les statistiques, est de 40,67 km2,. La superficie géographique, issue de la BD Topo, composante du Référentiel à grande échelle produit par l'IGN, est quant à elle de 40,03 km2. L'altitude du territoire varie entre 126 m et 246 m.

### Hydrographie

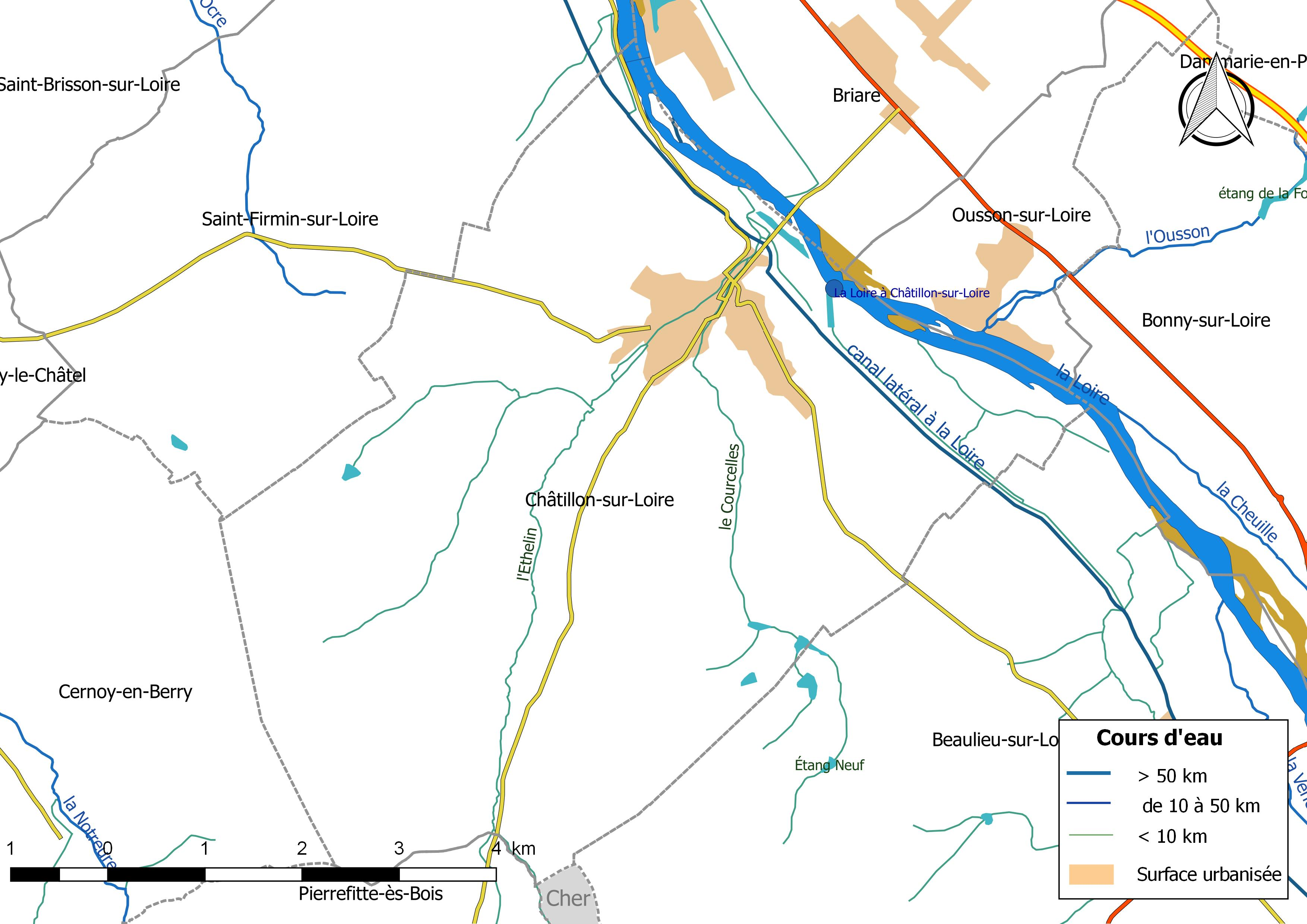
Réseau hydrographique de Châtillon-sur-Loire.

La commune est traversée par le Canal latéral à la Loire (5,913 km) et la Loire (1,576 km). Le réseau hydrographique communal, d'une longueur totale de 40,38 km, comprend également dix petits cours d'eau dont le Courcelles (4,835 km), l'Ethelin (8,864 km) et l'embranchement de châtillon (2,828 km).
Le cours de la Loire s’insère dans une large vallée qu’elle a façonnée peu à peu depuis des milliers d’années. Elle traverse le sud du département du Loiret depuis Beaulieu-sur-Loire jusqu'à Beaugency, avec un cours large et lent. La Loire présente des fluctuations saisonnières de débit assez marquées. Son débit est régulé par des barrages amont (Naussac en amont sur l’Allier et Villerest). Ces barrages interviennent pour le soutien d’étiage (débit minimum de 60 m3/s en étiage à Gien) et Villerest permet également d’écrêter les crues. La Loire est un cours d’eau domanial classé en deuxième catégorie piscicole. L'espèce biologique dominante est constituée essentiellement de poissons blancs (cyprinidés) et de carnassiers (brochet, sandre et perche). La station hydrométrique la plus proche située en amont de la commune et servant de référence en cas de crue est celle de Cours-les-Barres [Givry]. Le débit mensuel moyen (calculé sur 51 ans pour cette station) varie de 99 m3/s au mois d'août  à 549 m3/s au mois de février. La Loire connaît toutefois en cas d'intempéries exceptionnelles des pics de débits très importants, le maximum ayant été atteint sur cette station le 6 décembre 2003 avec 3 400 m3/s, la hauteur maximum a également été atteinte ce jour-là avec 4,90 m,, le débit maximum de la Loire ayant été atteint lors des crues de 1856 ou 1866 avec une valeur de l'ordre de 7 000 m3/s. La hauteur maximale a été atteinte en juin 1856 avec 5,88 m.

### Lieux-dits et écarts
Chanoy, Ménigaults, Villiers, les Quétins, le Chalonge, les Merlins, le Petit Tréquoi, le Grand Tréquoi, la Censuère, la Chavanière, le Coral, les Marnes.

### Climat
Pour des articles plus généraux, voir Climat du Centre-Val de Loire et Climat du Loiret.
En 2010, le climat de la commune est de type climat océanique dégradé des plaines du Centre et du Nord, selon une étude du CNRS s'appuyant sur une série de données couvrant la période 1971-2000. En 2020, Météo-France publie une typologie des climats de la France métropolitaine dans laquelle la commune est exposée à un climat océanique altéré et est dans la région climatique Centre et contreforts nord du Massif Central, caractérisée par un air sec en été et un bon ensoleillement.
Pour la période 1971-2000, la température annuelle moyenne est de 10,8 °C, avec une amplitude thermique annuelle de 15,8 °C. Le cumul annuel moyen de précipitations est de 708 mm, avec 11,1 jours de précipitations en janvier et 7,3 jours en juillet. Pour la période 1991-2020, la température moyenne annuelle observée sur la station météorologique de Météo-France la plus proche, sur la commune de Léré à 16 km à vol d'oiseau, est de 11,6 °C et le cumul annuel moyen de précipitations est de 710,5 mm,. Pour l'avenir, les paramètres climatiques de la commune estimés pour 2050 selon différents scénarios d'émission de gaz à effet de serre sont consultables sur un site dédié publié par Météo-France en novembre 2022.

### Milieux naturels et biodiversité

#### Sites Natura 2000
Le réseau Natura 2000 est un réseau écologique européen de sites naturels d’intérêt écologique élaboré à partir des Directives «Habitats » et «Oiseaux ». Ce réseau est constitué de Zones Spéciales de Conservation (ZSC) et de Zones de Protection Spéciale (ZPS). Dans les zones de ce réseau, les États membres s'engagent à maintenir dans un état de conservation favorable les types d'habitats et d'espèces concernés, par le biais de mesures réglementaires, administratives ou contractuelles. L'objectif est de promouvoir une gestion adaptée des habitats tout en tenant compte des exigences économiques, sociales et culturelles, ainsi que des particularités régionales et locales de chaque État membre. les activités humaines ne sont pas interdites, dès lors que celles-ci ne remettent pas en cause significativement l’état de conservation favorable des habitats et des espèces concernés,. Les sites Natura 2000 présents sur le territoire communal de Châtillon-sur-Loire sont au nombre de deux.
| Désignation                                             | Numéro    | Type                       | Arrêté        | Description |
| ------------------------------------------------------- | --------- | -------------------------- | ------------- | --- |
| « Vallée de la Loire de Tavers à Belleville-sur-Loire » | FR2400528 | SIC (Directive "Habitats") | 13 avril 2007 | Le site de la « Vallée de la Loire de Tavers à Belleville-sur-Loire », d'une superficie de 7 120 ha, concerne 51 communes. La délimitation de ce site Natura 2000 est très proche de celle correspondant à la Directive Oiseaux. L'intérêt majeur du site repose sur les milieux ligériens liés à la dynamique du fleuve, qui hébergent de nombreuses espèces citées en annexe II de la directive Habitats. Elle se situe dans la frange nord de la commune. |
| « Vallée de la Loire du Loiret »                        | FR2410017 | ZPS (Directive "Oiseaux")  | 4 mai 2007    | Le site de la « Vallée de la Loire du Loiret » s'étend sur 7 684 ha et concerne la vallée de la Loire dans le Loiret. Cette ZPS se poursuit en amont et en aval sur les départements voisins. L'intérêt majeur du site repose sur les milieux et les espèces ligériens liés à la dynamique du fleuve. Ces milieux hébergent de nombreuses espèces citées en annexe I de la directive Oiseaux. Le site est caractérisé par la présence de colonies nicheuses de sternes naine et pierregarin et de mouette mélanocéphale. Des sites de pêche du Balbuzard pêcheur sont également présents. Le site est également lieu de reproduction du bihoreau gris, de l'aigrette garzette, de la bondrée apivore, du milan noir, de l'œdicnème criard, du martin-pêcheur, du pic noir, de la pie-grièche écorcheur. Elle se situe dans la frange nord de la commune. |

Sélection de représentants de l'avifaune de la zone Natura 2000 « Vallée de la Loire du Loiret ».
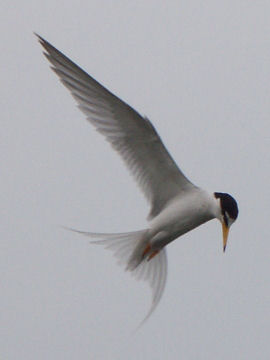
Sterne naine
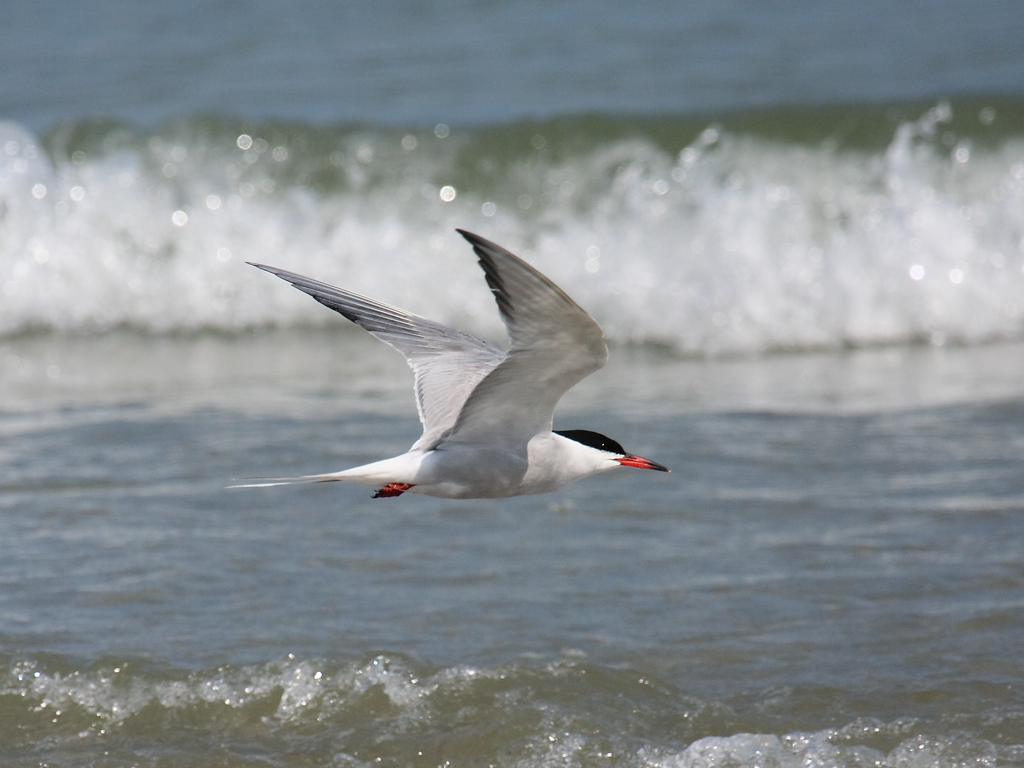
Sterne pierregarin
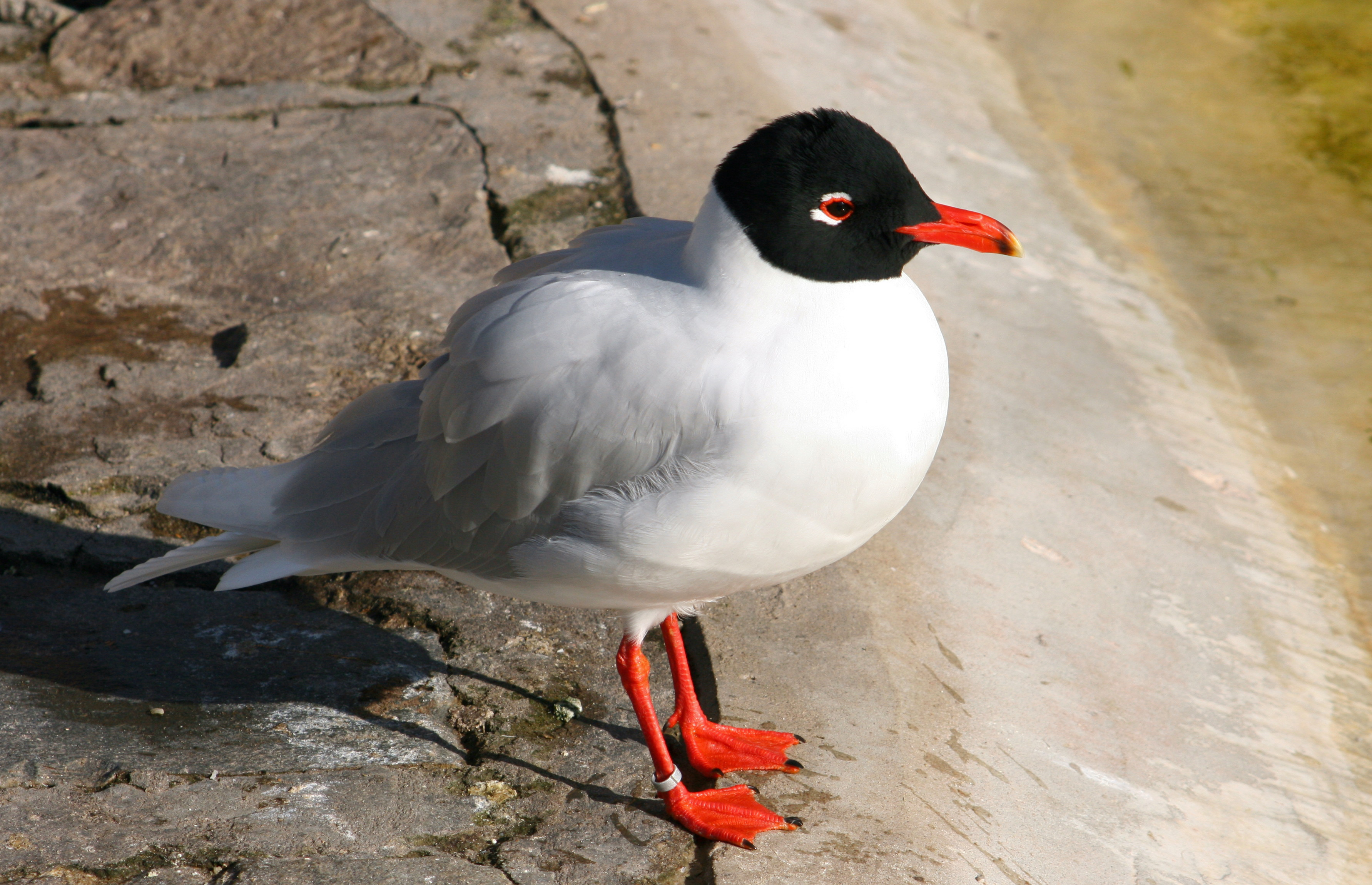
Mouette mélanocéphale
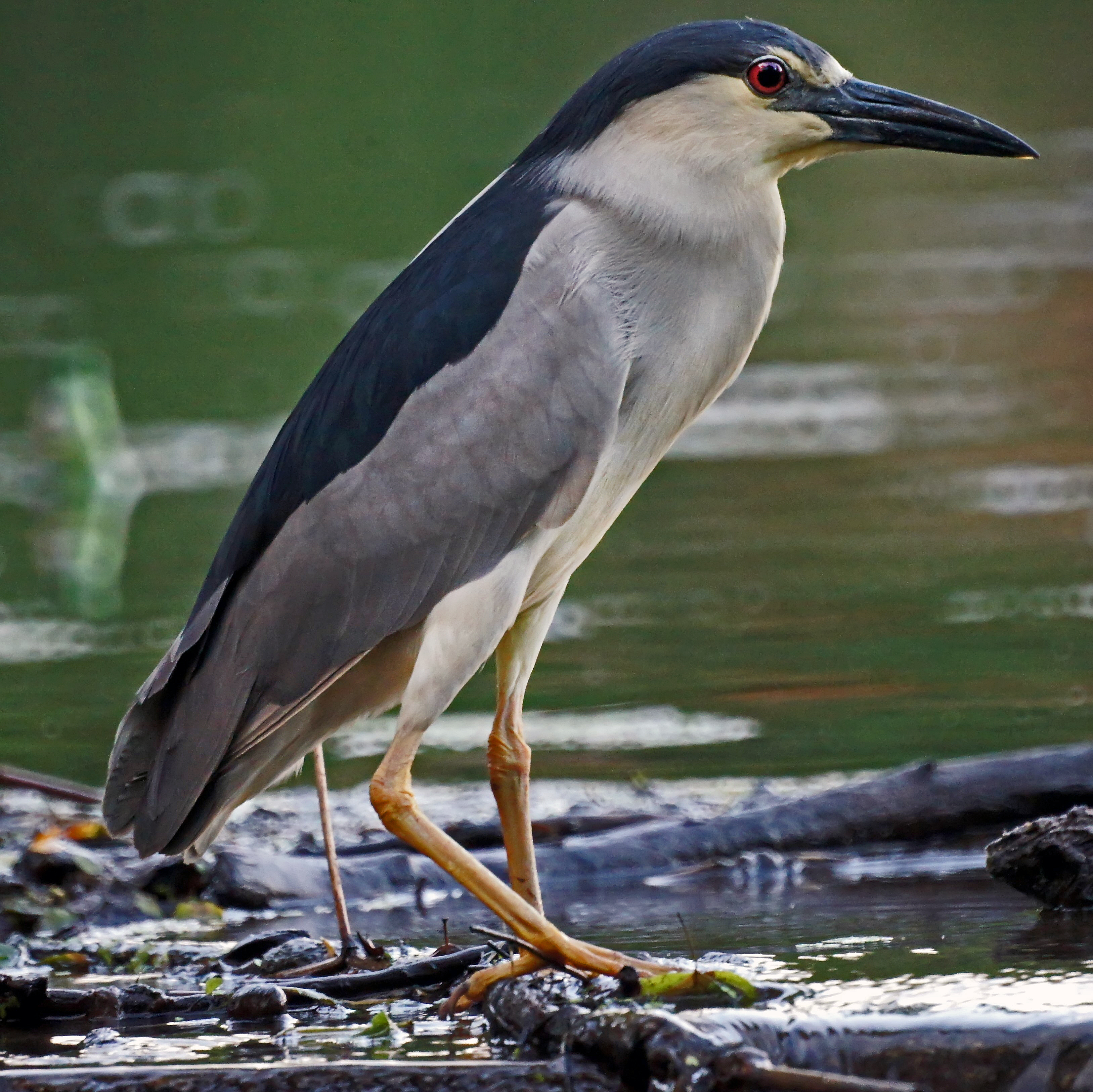
Bihoreau gris
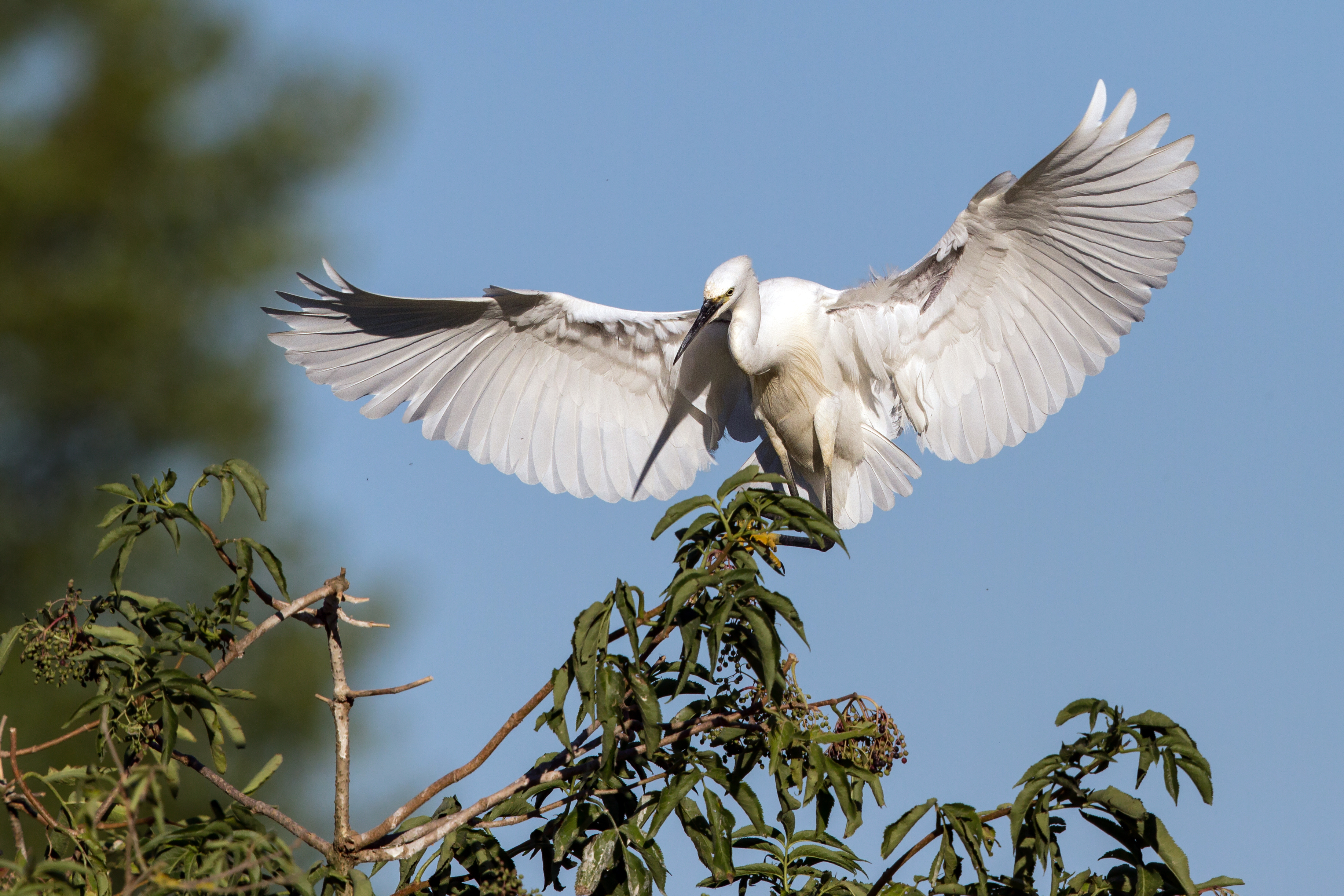
Aigrette garzette
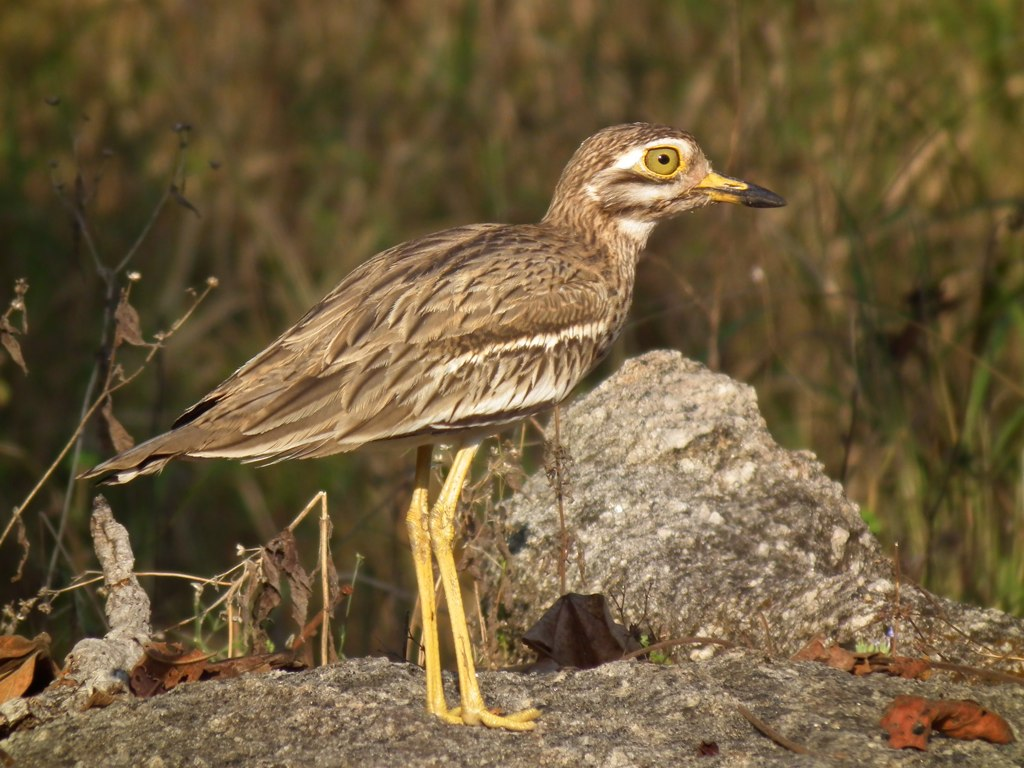
Œdicnème criard
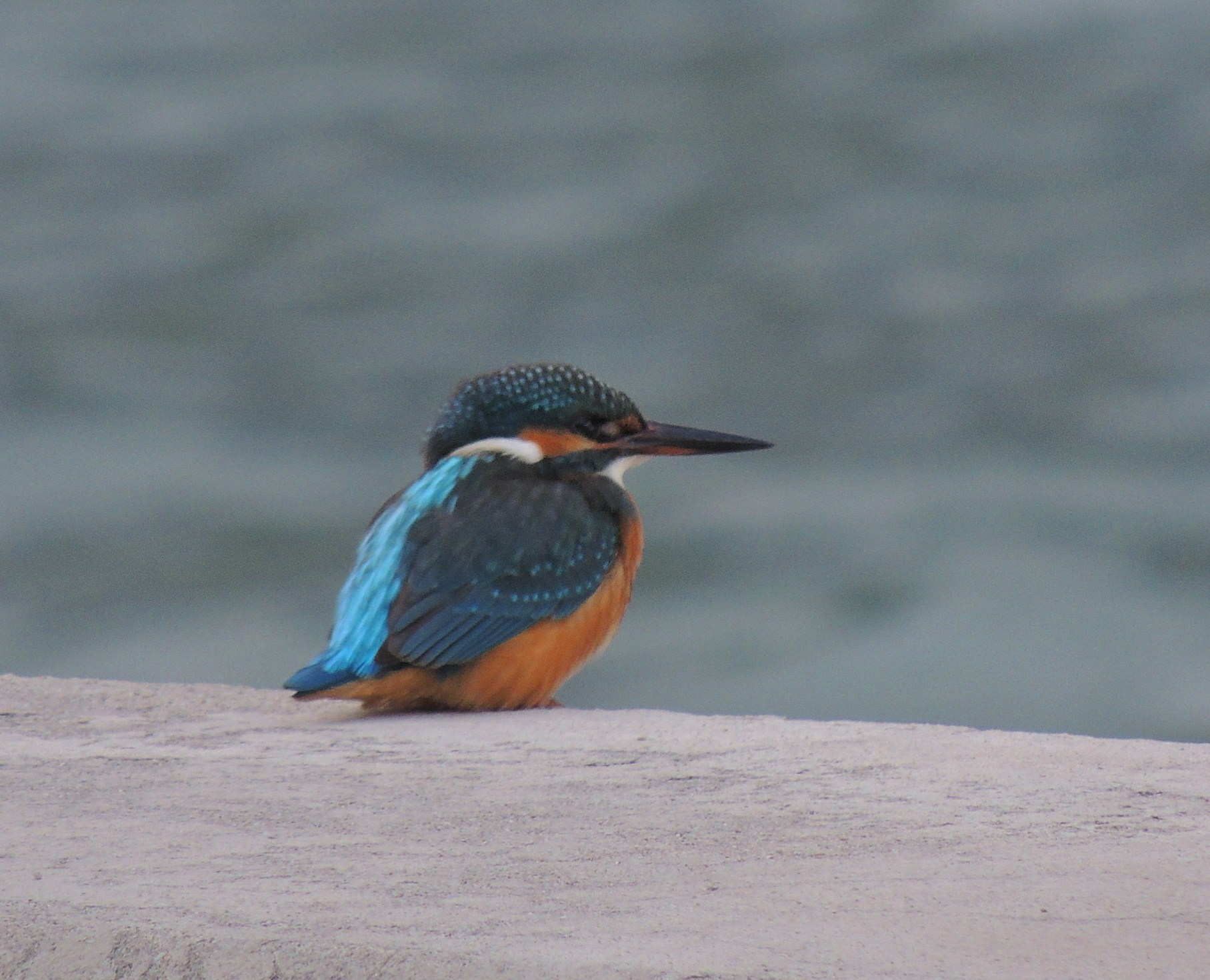
Martin-pêcheur d'Europe

#### Zones nationales d'intérêt écologique, faunistique et floristique
L’inventaire des zones naturelles d'intérêt écologique, faunistique et floristique (ZNIEFF) a pour objectif de réaliser une couverture des zones les plus intéressantes sur le plan écologique, essentiellement dans la perspective d’améliorer la connaissance du patrimoine naturel national et de fournir aux différents décideurs un outil d’aide à la prise en compte de l’environnement dans l’aménagement du territoire. Le territoire communal de Châtillon-sur-Loire comprend trois ZNIEFF.
| Désignation                                 | Type   | Superficie     | Description | Carte |
| ------------------------------------------- | ------ | -------------- | --- | ----- |
| « Chênaie-charmaie du vallon de l'Éthelin » | type 1 | 28 hectares    | Cette zone s'étend sur les communes de Châtillon-sur-Loire et Pierrefitte-ès-Bois. Son altitude varie entre 170 et 225 m. Les chênaies-charmaies de cette ZNIEFF, se trouvant sur les versants, alors que le fond du vallon est occupé par de la forêt alluviale résiduelle, abritent notamment une population de scille à deux feuilles (Scilla bifolia), de Thalictrella thalictroides et de corydale à bulbe plein (Corydalis solida), trois espèces végétales vernales protégées en région Centre-Val de Loire.           |       |
| « Val des rabuteloires et île d'Ousson »    | type 1 | 194,7 hectares | Cette zone s'étend sur quatre communes : Beaulieu-sur-Loire, Bonny-sur-Loire, Châtillon-sur-Loire et Ousson-sur-Loire. Son altitude varie entre 130 et 133 m. Il s'agit d'un ensemble complexe mais écologiquement homogène associant une forêt à bois durs apparemment ancienne et en bon état et un espace bocager dont les haies sont généralement en bon état. S'y ajoutent des grèves et îles, des friches, des prairies sèches et un ruisseau. L'ensemble est toujours soumis à submersion occasionnelle.               |       |
| « Loire berrichonne »                       | type 2 | 7 058 hectares | Cette zone s'étend sur 31 communes dont 19 dans le Cher et 12 dans le Loiret. La Loire berrichonne (on pourrait dire nivernaise ou bourguignonne) se caractérise par un lit mineur tressé avec de nombreuses îles et grèves. La forêt alluviale occupe une surface bien plus importante que dans les autres sections de la Loire moyenne. Le cours grossièrement orienté nord-sud assure à la fois une fonction de corridor écologique et d'étape migratoire. C'est aussi un secteur important de reproduction de l'avifaune. |       |

## Toponymie
Le nom de la ville vient de Castellio, petite forteresse. La commune porte le nom de Châtillon puis de Châtillon-sur-Loire. La dénomination double est attestée au moins depuis le milieu du XVIe siècle.

## Histoire
La première mention de la ville parle d'une fortification au Xe siècle.[réf. nécessaire]
Au XVIe siècle, les protestants sont majoritaires à Châtillon et disposent d'un temple édifié en 1596. De ce fait, son histoire est aussi marquée par les guerres de religion car Catherine de Médicis, soutenue par les nobles catholiques locaux, envoie des troupes pour contrôler la région. Au XVIIe siècle, Châtillon a la plus importante communauté protestante du Giennois.[réf. nécessaire]

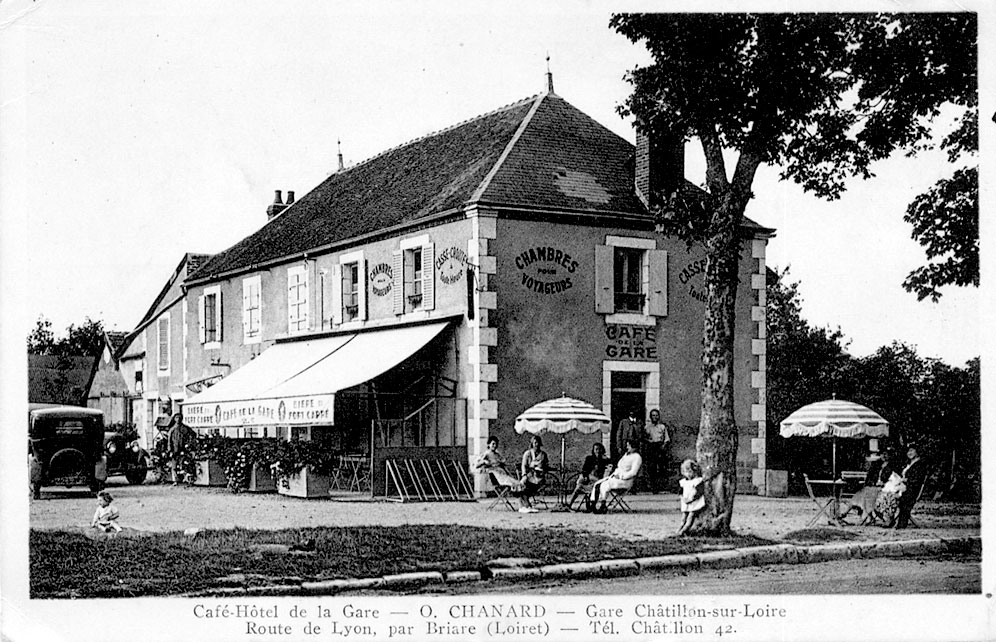
Le café de la gare sur une carte postale ancienne.

Néanmoins, la politique religieuse de Louis XIV ordonne l'envoi de prêtres catholiques combattifs qui ont pour objectif de réduire l'influence des protestants châtillonnais. C'est en 1684 que la religion protestante est interdite à Châtillon et que le temple est détruit sur l'ordre du roi et par arrêt du parlement de Paris.
Avant la création du pont-canal de Briare, le canal latéral à la Loire traverse la Loire à travers deux écluses, dites de Mantelot et des Combles.
Entre le 29 janvier et le 8 février 1939, plus de 2 800 réfugiés espagnols fuyant l'effondrement de la république espagnole devant les troupes de Franco, arrivent dans le Loiret. Devant l'insuffisance des structures d'accueil d’Orléans, 46 centres d’accueil ruraux sont ouverts, dont un à Châtillon-sur-Loire. Les réfugiés, essentiellement des femmes et des enfants (les hommes sont désarmés et retenus dans le Sud de la France), sont soumis à une quarantaine stricte, vaccinés, le courrier est limité, et le ravitaillement, s'il est peu varié et cuisiné à la française, est cependant assuré. Une partie des réfugiés rentrent en Espagne, incités par le gouvernement français qui facilite les conditions du retour, ceux préférant rester sont regroupés au camp de la verrerie des Aydes, à Fleury-les-Aubrais.
Un pont suspendu traverse la Loire dans cette commune. Il devait être inauguré en 1951 par Pierre Chevallier, maire d'Orléans, mais ce dernier fut abattu par sa femme.

### Héraldique
| Blason de Châtillon-sur-Loire | Les armes de Châtillon-sur-Loire se blasonnent ainsi : D'azur à un dextrochère de carnation, mouvant du flanc senestre, vêtu d'une manche monacale au naturel, tenant une crosse d'or entortillée d'une branche de lierre d'argent, accompagnée à dextre d'une fleur de lys aussi d'or et à senestre d'un château de trois tours du même. |

## Urbanisme

### Typologie
Au 1er janvier 2024, Châtillon-sur-Loire est catégorisée bourg rural, selon la nouvelle grille communale de densité à sept niveaux définie par l'Insee en 2022.
Elle appartient à l'unité urbaine de Châtillon-sur-Loire, une unité urbaine monocommunale constituant une ville isolée,. Par ailleurs la commune fait partie de l'aire d'attraction de Gien, dont elle est une commune de la couronne,. Cette aire, qui regroupe 29 communes, est catégorisée dans les aires de moins de 50 000 habitants,.

### Occupation des sols
L'occupation des sols de la commune, telle qu'elle ressort de la base de données européenne d’occupation biophysique des sols Corine Land Cover (CLC), est marquée par l'importance des territoires agricoles (76,4 % en 2018), en diminution par rapport à 1990 (78,6 %). La répartition détaillée en 2018 est la suivante : 
terres arables (52,4 %), forêts (15,7 %), prairies (12,4 %), zones agricoles hétérogènes (11,6 %), zones urbanisées (5,1 %), eaux continentales (2,1 %), milieux à végétation arbustive et/ou herbacée (0,6 %).
L'évolution de l’occupation des sols de la commune et de ses infrastructures peut être observée sur les différentes représentations cartographiques du territoire : la carte de Cassini (XVIIIe siècle), la carte d'état-major (1820-1866) et les cartes ou photos aériennes de l'IGN pour la période actuelle (1950 à aujourd'hui).

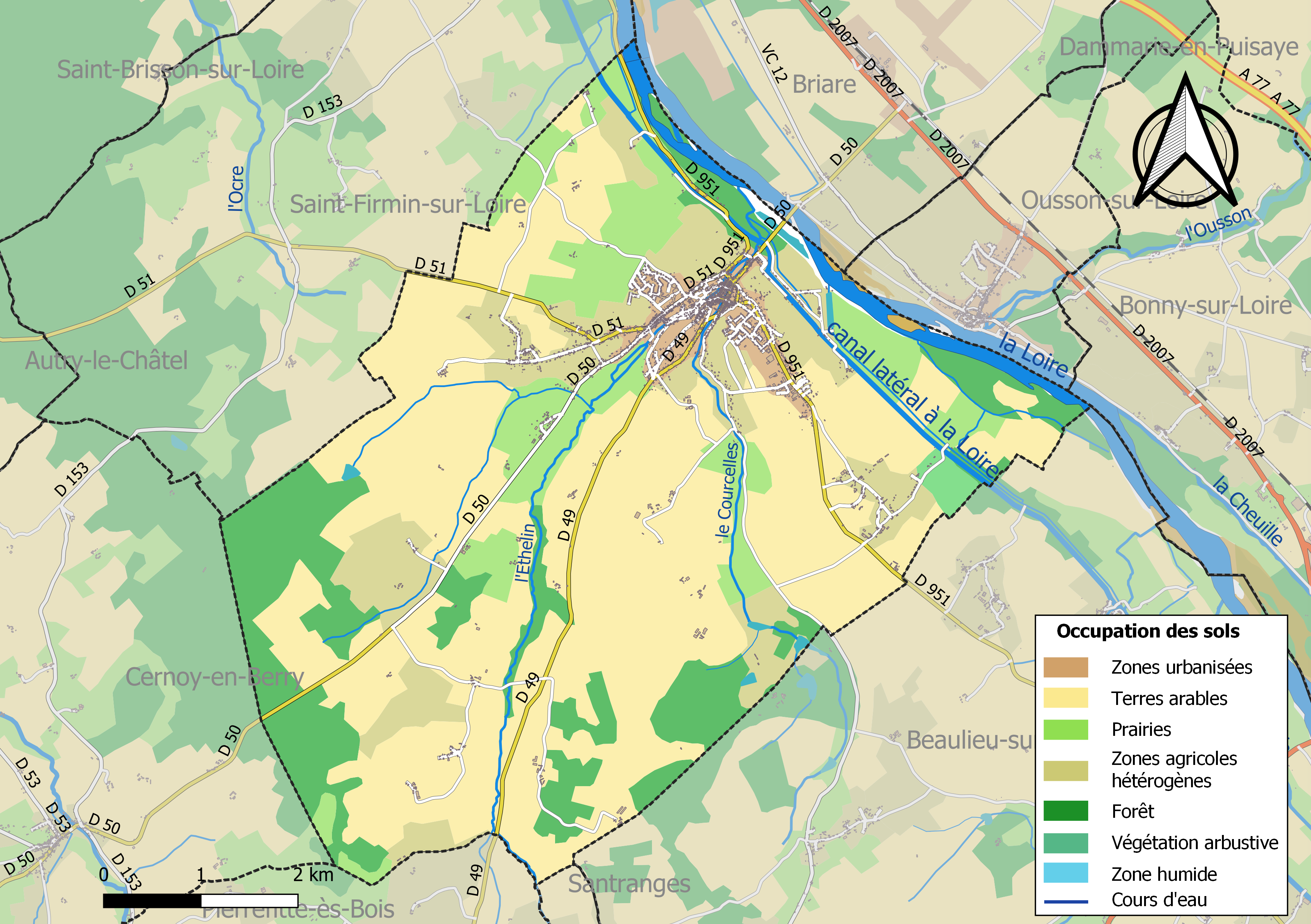
Carte des infrastructures et de l'occupation des sols de la commune en 2018 (CLC).
Carte orthophotographique de la commune en 2016.

### Planification

#### Plan local d'urbanisme
Le conseil municipal prescrit l'élaboration d'un plan local d'urbanisme le 26 février 2008, en application de la loi relative à la solidarité et au renouvellement urbains, dite loi SRU, et afin de remplacer le plan d'occupation des sols qui avait été approuvé en 1982 et révisé plusieurs fois jusqu'en 2001. Après l'enquête publique qui s'est déroulée du 20 août 2013 au 19 septembre 2013, le document est approuvé le 17 décembre 2013.
Le plan local d'urbanisme intercommunal (PLUI) est la traduction d’une vision politique commune d'un territoire intercommunal en matière d’aménagement pour les 10 à 15 ans à venir. Il vise notamment à définir les zones constructibles, les zones de protection des milieux agricoles et naturels et à encadrer les modalités de construction. Le 18 décembre 2015, un PLU intercommunal est prescrit à l'échelle du territoire de la communauté de communes du canton de Châtillon-sur-Loire. Le 1er janvier 2017 cette structure fusionne avec la communauté de communes du canton de Briare pour former la communauté de communes du Berry Loire Puisaye. Le territoire du PLI devient dès lors celui de la nouvelle intercommunalité, qui regroupe 20 communes,.

#### SCoT du pays giennois
La loi SRU du 13 décembre 2000 a incité fortement les communes à se regrouper au sein d’un établissement public, pour déterminer les partis d’aménagement de l’espace au sein d’un SCoT, et ce sous peine de ne plus pouvoir ouvrir à l’urbanisation de nouveaux espaces. En effet, dans certaines conditions, en l’absence de SCoT approuvé, les zones naturelles (N) et les zones d’urbanisation future (AU) ne peuvent plus, sauf dérogation, être ouvertes à l’urbanisation. Tel est le principe posé par l’article L.122-2 du Code de l’urbanisme. En application des dispositions de l'article L.122-18 du Code de l'urbanisme, le Schéma Directeur de la Région de Gien approuvé le 16 juillet 1996 avait été maintenu avec valeur de Schéma de Cohérence Territoriale. Le Schéma regroupait les communes de Coullons, Gien, Nevoy, Poilly-lez-Gien, Saint-Brisson-sur-Loire, Saint-Gondon, Saint-Martin-sur-Ocre. En l'absence de délibération de la communauté des communes giennoises, dont fait partie Châtillon-sur-Loire, sur son évolution à l'échéance du délai de 10 ans à compter du 13 décembre 2000, ce SCot est devenu caduc à compter du 13 décembre 2010.
Le schéma de cohérence territoriale du pays giennois, qui regroupe 31 communes dont Châtillon-sur-Loire, a ainsi été prescrit le 4 novembre 2010. Le projet de schéma a été arrêté le 30 juin 2015 puis soumis à l'enquête en octobre 2015 et approuvé le 29 mars 2016.

### Voies de communication et transports

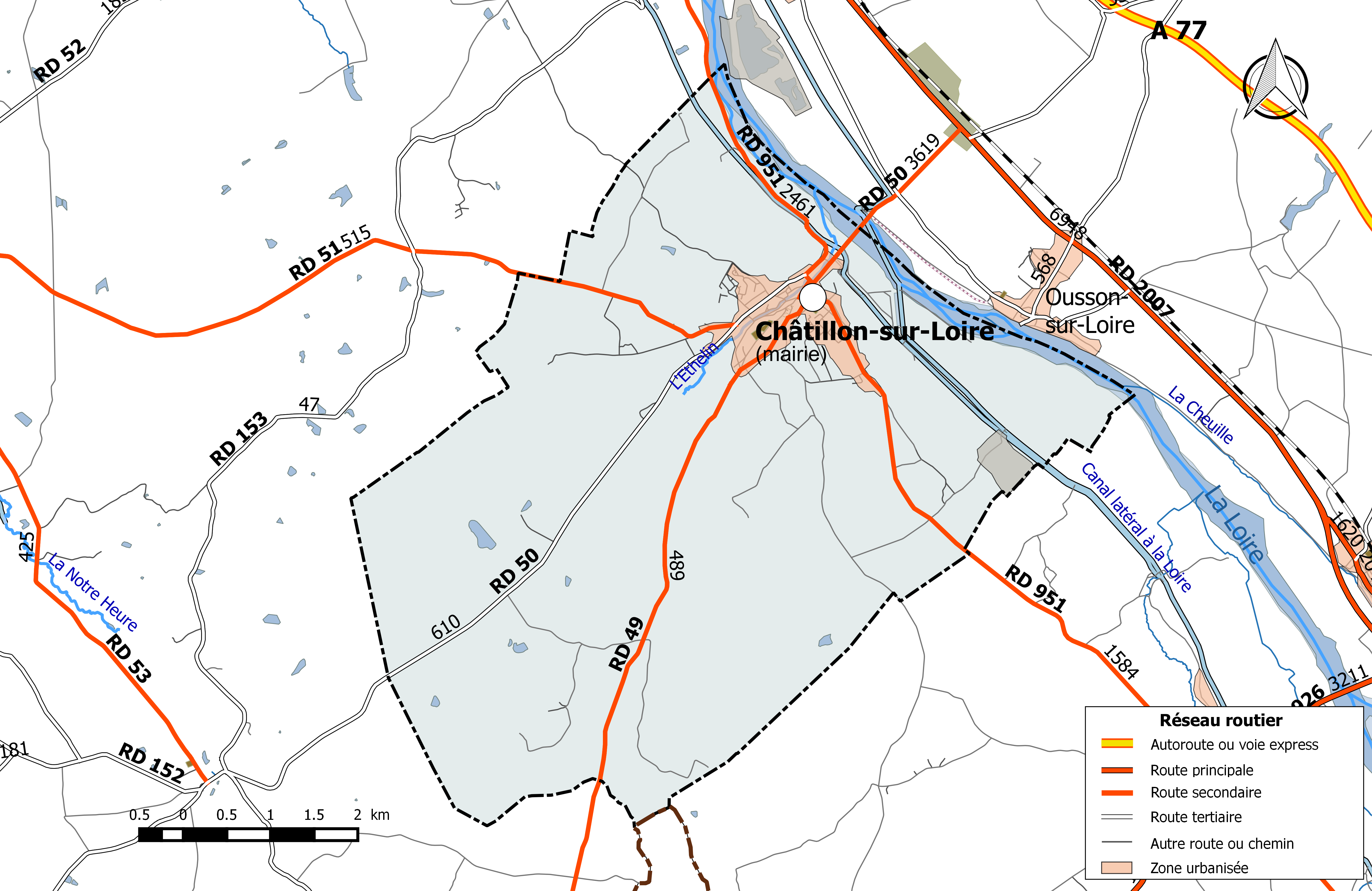
Réseau routier principal de la commune de Châtillon-sur-Loire (avec indication du trafic routier 2014).

#### Infrastructures routières
La commune est traversée par quatre routes départementales : la RD 951, la RD 48 la RD 51, la RD 51.
La RD 951 est l'ancienne route nationale 751, qui avait été créée en 1933 et était définie comme la route de Cosne-sur-Loire à la pointe de Saint-Gildas par la rive gauche de la Loire. La section traversant le Loiret, reliant Beaulieu-sur-Loire à Lailly-en-Val, a été transférée au département du Loiret par arrêté du 22 décembre 1972. En 2014, elle supporte sur le territoire communal un trafic de 2 461 véhicules/jour.
Complétant ces voies, la commune est sillonnée de plusieurs voies communales et chemins ruraux desservant ses fermes et hameaux et les bourgs environnants.

#### Transports en commun routiers
Châtillon-sur-Loire est desservie par une ligne régulière du réseau d'autocars interurbains Ulys : la ligne 7B qui relie Pierrefitte-ès-Bois à Sully-sur-Loire.
Depuis le 1er janvier 2017, la compétence des services de transports routiers interurbains, réguliers et à la demande est transférée des départements aux régions, et donc localement du département du Loiret à la région Centre-Val de Loire, consécutivement à la loi NOTRe du 7 août 2015.

#### Infrastructures fluviales
La commune est traversée par le canal latéral à la Loire, ouvert en 1838, un ouvrage hydraulique qui va de Digoin à Briare où il rejoint le canal de Briare. Il permet avec d'autres ouvrages la liaison du Rhône à la Seine.

### Risques naturels et technologiques majeurs
La commune de Châtillon-sur-Loire est vulnérable à différents aléas naturels : inondations (par débordement de la Loire ou de ruisseaux), climatiques (hiver exceptionnel ou canicule), mouvements de terrains ou sismique.
Entre 1983 et 2005, la commune a fait l’objet de sept arrêtés de reconnaissance de catastrophe naturelle pour les motifs suivants (les années mentionnées sont celles des événements ayant abouti à la reconnaissance de la catastrophe naturelle) : en 1999, après des mouvements de terrains et en 1988, 1999, et 2003 pour des inondations par ruissellement et Coulée de boue ou par débordement de la Loire.

#### Risque d'inondation

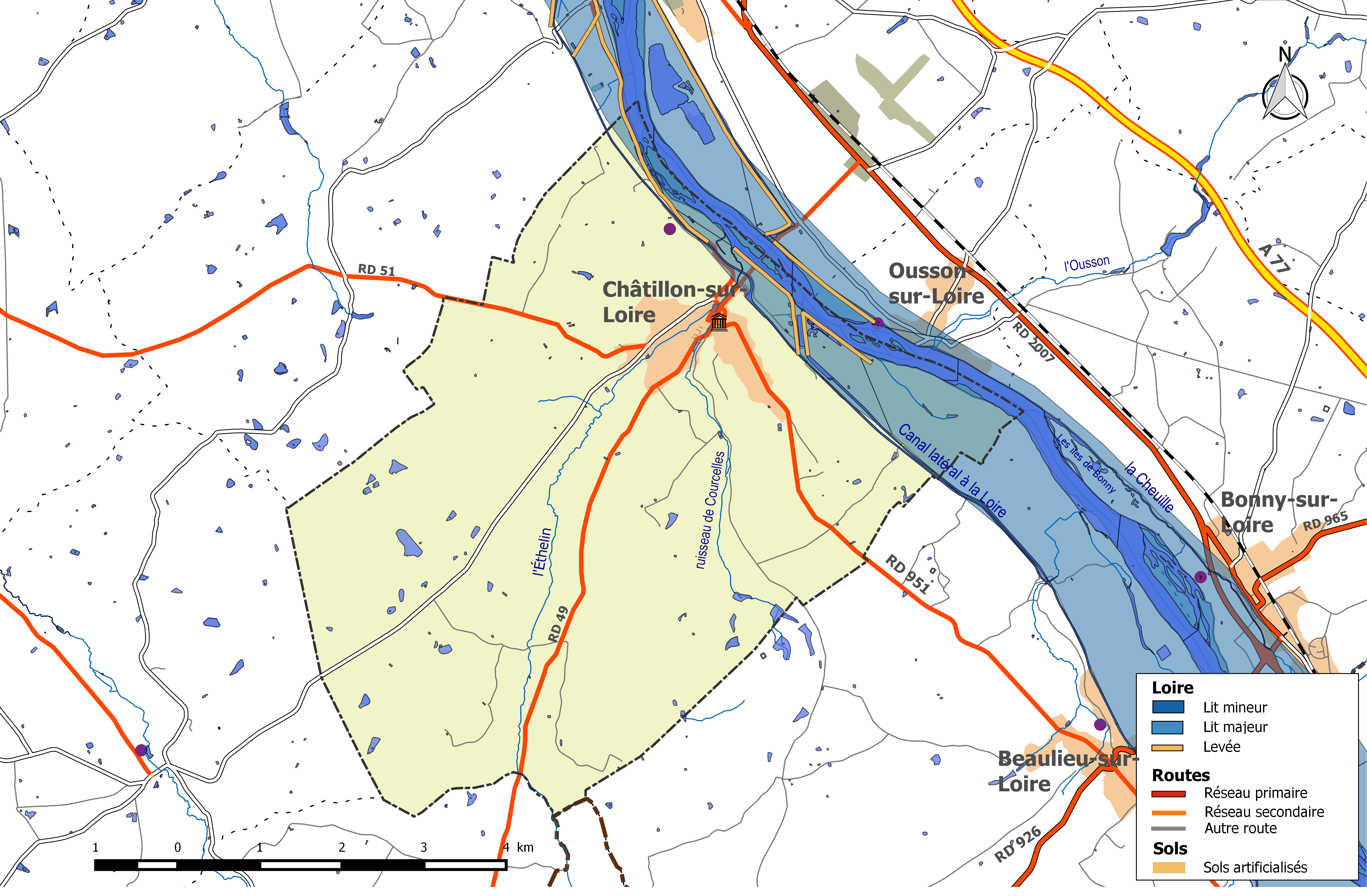
Zone inondable de la commune de Châtillon-sur-Loire.

La Loire est à l'origine des dégâts les plus importants sur la commune en cas de crue majeure. Les crues historiques sont celles de 1846, 1856, 1866 et 1907. Aucune crue n'a atteint depuis 1907 les hauteurs atteintes lors de ces événements catastrophiques.
Le val de Châtillon-sur-Loire s’étend en rive gauche de la Loire sur une longueur totale de 2,2 km à l’amont et au droit de Châtillon-sur-Loire. L’écluse des Mantelots divise en deux parties ce val, d’une superficie totale d’environ 74 ha. Le réseau hydrographique de ce val est constitué des ruisseaux de l’Ethelin et de Courcelles qui confluent à Châtillon-sur-Loire avant de se jeter dans la Loire. L’occupation du sol est essentiellement agricole. Le canal latéral à la Loire longe le val en pied de coteau ; ce canal est double sur 4 km environ entre le village de l’Étang et l’écluse des Mantelots. Le val protège environ 260 personnes. Il est constitué de deux sous-systèmes d'endiguement :
- le val "amont" protégé par les digues domaniales de Mantelot et du bassin jusqu'à une crue d’occurrence 170 ans (environ 6,5 m à l'échelle de Gien), niveau définissant le niveau de protection apparent du val.
- le val de "Châtillon centre" abritant l'essentiel du bourg de Châtillon-sur-Loire protégé par la digue du canal latéral à la Loire géré par Voies navigables de France.

Le niveau de protection de ce système est supérieur à la crue décamillénale. Par contre le risque de rupture de la digue domaniale n'est plus négligeable dès une crue biennale (environ 3,3 m à l'échelle de Gien). Ce risque est principalement dû à la présence de végétation et à une charge hydraulique forte liée à la topographie du val.
Les crues moyennes de la Loire inondent le val des Rabuteloires et buttent sur les portes de garde de l'Ethelin, lesquelles empêchent l'inondation du centre-ville. Le pont de Châtillon-sur-Loire constitue le seul accès routier à l'autre rive dès l'occurrence d'une crue de type décembre 2003. En cas de crue très forte, la Loire atteint le sommet de la digue de Châtillon-sur-Loire et peut ouvrir une brèche. Le val est alors inondé de façon soudaine avec des hauteurs d'eau de plus de 2,50 m et des durées de submersion peuvent être supérieures à 6 jours.
Le risque d'inondation est pris en compte dans l'aménagement du territoire de la commune par le biais de deux Plans de prévention du risque d'inondation (PPRI) : le PPRI du val de Briare.
Deux documents permettent de définir les modalités de gestion de crise et d'organisation des secours : au niveau départemental, le Dispositif ORSEC départemental spécialisé déclenché en cas d'inondation de la Loire, le plan ORSIL, et au niveau communal le plan communal de sauvegarde.

#### Risque de mouvements de terrain
Le risque de mouvements de terrain consécutifs à la sécheresse est dû à des phases successives de retrait-gonflement des argiles pouvant fragiliser les fondations des bâtiments. La majorité du territoire de la commune est soumis à un aléa « moyen » face à ce risque, selon l'échelle définie par le Bureau de recherches géologiques et minières (BRGM), particulièrement dans la partie sud (les Quentins d'en-haut, les Quentins d'en-bas), le reste de la commune étant classé en aléa « faible ».

#### Risque sismique
La totalité du département est classée en zone de sismicité « très faible ». À ce titre aucune réglementation spécifique ne s'applique aux constructions dites « à risque normal ».

## Politique et administration

### Découpage territorial

#### Bloc communal: Commune et intercommunalités
La paroisse de Chatillon acquiert le statut de municipalité avec le  décret du 12 novembre 1789 de l'Assemblée Nationale puis celui de « commune », au sens de l'administration territoriale actuelle, par le décret de la Convention nationale du 10 brumaire an II (31 octobre 1793). Il faut toutefois attendre la loi du 5 avril 1884 sur l'organisation municipale pour qu'un régime juridique uniforme soit défini pour toutes les communes de France, point de départ de l’affirmation progressive des communes face au pouvoir central. La commune prend le nom de Châtillon-sur-Loire en 1801. Aucun événement de restructuration majeure du territoire, de type suppression, cession ou réception de territoire, n'a affecté la commune depuis sa création.
La commune est membre de la communauté de communes du canton de Châtillon-sur-Loire depuis sa création le 29 décembre 1998 jusqu'au 1er janvier 2017, une intercommunalité issue de la transformation en communauté de communes du SIVOM du canton de Châtillon-sur-Loire, créé en décembre 1971. Le 1er janvier 2017 cette structure fusionne avec la communauté de communes du canton de Briare pour former la communauté de communes du Berry Loire Puisaye.

#### Circonscriptions de rattachement
La loi du 22 décembre 1789 divise le pays en 83 départements découpés chacun en six à neuf districts eux-mêmes découpés en cantons regroupant des communes. Les districts, tout comme les départements, sont le siège d’une administration d’État et constituent à ce titre des circonscriptions administratives. La commune de Chatillon est alors incluse dans le canton de Chatillon (sur Loire), le district de Gien et le département du Loiret.
La recherche d’un équilibre entre la volonté d’organiser une administration dont les cadres permettent l’exécution et le contrôle des lois d’une part, et la volonté d’accorder une certaine autonomie aux collectivités de base (paroisses, bourgs, villes) d’autre part, s’étale de 1789 à 1838. Les découpages territoriaux évoluent ensuite au gré des réformes visant à décentraliser ou recentraliser l'action de l'État. La régionalisation fonctionnelle des services de l'État (1945-1971) aboutit à la création de régions. L'acte I de la décentralisation de 1982-1983 constitue une étape importante en donnant l'autonomie aux collectivités territoriales, régions, départements et communes. L'acte II intervient en 2003-2006, puis l'acte III en 2012-2015.
Le tableau suivant présente les rattachements, au niveau infra-départemental, de la commune de Châtillon-sur-Loire aux différentes circonscriptions administratives et électorales ainsi que l'historique de l'évolution de leurs territoires.
| Circonscription             | Nom                   | Période   | Type                         | Évolution du découpage territorial |
| --------------------------- | --------------------- | --------- | ---------------------------- | --- |
| District                    | Gien                  | 1790-1795 | Administrative               | La commune est rattachée au district de Gien de 1790 à 1795,. La Constitution du 5 fructidor an III, appliquée à partir de vendémiaire an IV (1795) supprime les districts, rouages administratifs liés à la Terreur, mais maintient les cantons qui acquièrent dès lors plus d'importance. |
| Canton                      | Châtillon (sur Loire) | 1790-1801 | Administrative et électorale | Le 10 février 1790, la municipalité de Chatillon est rattachée au canton de Chatillon (sur Loire),. Les cantons sont supprimés, en tant que découpage administratif, par une loi du 26 juin 1793, et ne conservent qu'un rôle électoral. Ils permettent l’élection des électeurs du second degré chargés de désigner les députés. Les cantons acquièrent une fonction administrative avec la disparition des districts en 1795. |
| Canton                      | Châtillon-sur-Loire   | 1801-2015 | Administrative et électorale | Sous le Consulat, un redécoupage territorial visant à réduire le nombre de justices de paix ramène le nombre de cantons dans le Loiret de 59 à 31. Châtillon est alors rattachée par arrêté du 9 vendémiaire an X (30 septembre 1801) au canton de Châtillon-sur-Loire, sous le nom de Châtillon-sur-Loire,. |
| Canton                      | Gien                  | 2015-     | Électorale                   | La loi du 17 mai 2013 et ses décrets d'application publiés en février et mars 2014 introduisent un nouveau découpage territorial pour les élections départementales,. La commune est alors rattachée au nouveau canton de Gien. Depuis cette réforme, plus aucun service de l'État n'exerce sa compétence sur un territoire s'appuyant sur le nouveau découpage cantonal. Le canton a disparu en tant que circonscription administrative de l'État ; il est désormais uniquement une circonscription électorale destinée à l'élection d'un binôme de conseillers départementaux siégeant au conseil départemental. |
| Arrondissement              | Gien                  | 1801-1926 | Administrative               | Châtillon-sur-Loire est rattachée à l'arrondissement de Gien par arrêté du 9 vendémiaire an X (30 septembre 1801),. |
| Arrondissement              | Montargis             | 1926-     | Administrative               | Sous la Troisième République, en raison d'un endettement considérable et de l'effort nécessaire pour la reconstruction post-Première Guerre mondiale, la France traverse une crise financière. Pour réduire les dépenses de l’État, Raymond Poincaré fait voter plusieurs décrets-lois réformant en profondeur l’administration française : 106 arrondissements sont supprimés, dont ceux de Gien et de Pithiviers dans le Loiret par décret du 10 septembre 1926. Châtillon-sur-Loire est transférée de l'arrondissement de Gien à celui de Montargis,.                                                           |
| Circonscription législative | 3e circonscription    | 2010-     | Électorale                   | Lors du découpage législatif de 1986, le nombre de circonscriptions législatives passe dans le Loiret de 4 à 5. Un nouveau redécoupage intervient en 2010 avec la loi du 23 février 2010. En attribuant un siège de député « par tranche » de 125 000 habitants, le nombre de circonscriptions par département varie désormais de 1 à 21,. Dans le Loiret, le nombre de circonscriptions passe de cinq à six. Châtillon-sur-Loire, initialement rattachée à la quatrième circonscription, est, après 2010, rattachée à la troisième circonscription.                                                               |

#### Collectivités de rattachement
La commune de Châtillon-sur-Loire est rattachée au département du Loiret et à la région Centre-Val de Loire, à la fois circonscriptions administratives de l'État et collectivités territoriales.

### Politique et administration municipales

#### Conseil municipal et maire
Depuis les élections municipales de 2014, le conseil municipal  de Châtillon-sur-Loire, commune de plus de 1 000 habitants, est élu au scrutin proportionnel de liste à deux tours (sans aucune modification possible de la liste), pour un mandat de six ans renouvelable. Il est composé de 23 membres. L'exécutif communal est constitué par le maire, élu par le conseil municipal, parmi ses membres, pour un mandat de six ans, c'est-à-dire pour la durée du mandat du conseil.

## Équipements et services

### Gestion de l'eau

#### Eau potable
Le service public d’eau potable est une compétence obligatoire des communes depuis l’adoption de la loi du 30 décembre 2006 sur l’eau et les milieux aquatiques. Au 31 décembre 2016, la production et la distribution de l'eau potable sur le territoire communal sont assurées par le  la commune elle-même.
La loi NOTRe du 7 août 2015 prévoit que le transfert des compétences « eau et assainissement » vers les communautés de communes sera obligatoire à compter du 1er janvier 2020. Le transfert d’une compétence entraîne  de  facto  la  mise  à disposition  gratuite  de  plein droit des biens, équipements et services publics utilisés, à la date du transfert, pour l'exercice de ces compétences et la substitution de la communauté dans les droits et obligations des communes,.

#### Eaux usées
La compétence assainissement, qui recouvre obligatoirement la collecte, le transport et l’épuration des eaux usées, l’élimination des boues produites, ainsi que le contrôle des raccordements aux réseaux publics de collecte, est assurée  par la commune elle-même.
La commune est raccordée à une station d'épuration située sur le territoire communal mise en service le 1er novembre 2007 et dont la capacité nominale de traitement est de  3 500 EH, soit 525 m3/jour. Cet équipement utilise un procédé d'épuration biologique dit « à boues activées ». Son exploitation est assurée par Lyonnaise des Eaux Amilly,.
L’assainissement non collectif (ANC) désigne les installations individuelles de traitement des eaux domestiques qui ne sont pas desservies par un réseau public de collecte des eaux usées et qui doivent en conséquence traiter elles-mêmes leurs eaux usées avant de les rejeter dans le milieu naturel. En 2016, c'est la communauté de communes du canton de Châtillon-sur-Loire qui assure le service public d'assainissement non collectif (SPANC), qui a pour mission de vérifier la bonne exécution des travaux de réalisation et de réhabilitation, ainsi que le bon fonctionnement et l’entretien des installations.

### Gestion des déchets
En  2016, la commune est membre du syndicat mixte de collecte et de traitement des ordures ménagères des cantons de Gien, Châtillon Coligny, Briare et Châtillon-sur-Loire (SMICTOM). Celui-ci assure la collecte et le traitement des ordures ménagères résiduelles en porte à porte, des emballages ménagers recyclables, des encombrants et du verre en points d’apport volontaire. Un réseau de sept déchèteries, dont une est située sur le territoire communal, accueille les encombrants et autres déchets spécifiques (déchets verts, déchets dangereux, gravats, ferraille, cartons…),. L'élimination et la valorisation énergétique des déchets ménagers et de ceux issus de la collecte sélective sont effectuées par le SYCTOM de Gien-Châteauneuf-sur-Loire qui comprend un centre de transfert de déchets ménagers et un centre de stockage de déchets ultimes (CSDU) de classe II à Saint-Aignan-des-Gués ainsi qu'une usine d’incinération des ordures ménagères à Gien-Arrabloy
Depuis le 1er janvier 2017, la « gestion des déchets ménagers » ne fait plus partie des compétences de la commune mais est une compétence obligatoire de la communauté de communes du Berry Loire Puisaye en application de la loi NOTRe du 7 août 2015.

## Population et société

### Démographie
L'évolution du nombre d'habitants est connue à travers les recensements de la population effectués dans la commune depuis 1793. Pour les communes de moins de 10 000 habitants, une enquête de recensement portant sur toute la population est réalisée tous les cinq ans, les populations de référence des années intermédiaires étant quant à elles estimées par interpolation ou extrapolation. Pour la commune, le premier recensement exhaustif entrant dans le cadre du nouveau dispositif a été réalisé en 2004.
En 2022, la commune comptait 3 152 habitants, en évolution de −0,32 % par rapport à 2016 (Loiret : +1,89 %, France hors Mayotte : +2,11 %).
| 1793  | 1800  | 1806  | 1821  | 1831  | 1836  | 1841  | 1846  | 1851  |
| ----- | ----- | ----- | ----- | ----- | ----- | ----- | ----- | ----- |
| 2 030 | 1 980 | 2 002 | 2 159 | 2 208 | 2 694 | 2 785 | 3 017 | 3 132 |

| 1856  | 1861  | 1866  | 1872  | 1876  | 1881  | 1886  | 1891  | 1896  |
| ----- | ----- | ----- | ----- | ----- | ----- | ----- | ----- | ----- |
| 3 141 | 3 136 | 3 226 | 3 041 | 3 133 | 3 266 | 3 260 | 3 424 | 3 450 |

| 1901  | 1906  | 1911  | 1921  | 1926  | 1931  | 1936  | 1946  | 1954  |
| ----- | ----- | ----- | ----- | ----- | ----- | ----- | ----- | ----- |
| 3 158 | 3 117 | 2 950 | 2 596 | 2 487 | 2 505 | 2 532 | 2 484 | 2 209 |

| 1962  | 1968  | 1975  | 1982  | 1990  | 1999  | 2004  | 2006  | 2009  |
| ----- | ----- | ----- | ----- | ----- | ----- | ----- | ----- | ----- |
| 2 171 | 2 301 | 2 326 | 2 491 | 2 822 | 2 947 | 3 029 | 3 032 | 3 137 |

| 2014  | 2019  | 2022  | - | - | - | - | - | - |
| ----- | ----- | ----- | - | - | - | - | - | - |
| 3 153 | 3 108 | 3 152 | - | - | - | - | - | - |

## Économie
La majeure partie de l'économie de Châtillon-sur-Loire est basée sur l'agriculture (tournesol, blé...) et sur les commerces : 3 boulangeries, 4 coiffeurs, 2 boucheries, 2 supérettes, 2 bureaux de tabac, 2 restaurants et un port.

## Culture locale et patrimoine

### Lieux et monuments
- Le temple protestant, inscrit à l'inventaire des monuments historiques depuis le 6 juillet 2012. Ce bâtiment était au XIIe siècle, une grange aux dîmes de l'abbaye de Fleury (Saint-Benoît-sur-Loire). Il devient le temple de Châtillon en 1821 pour remplacer le premier temple détruit en 1684[118] ;
- Le quartier médiéval de la ville haute : nombreuses maisons des XVe-XVIIIe siècles ;
- Le cimetière protestant du chemin des Murailles ;
- Les ruines du château-Gaillard du XIIe siècle ;
- L’église Saint-Maurice, de style néogothique ;
- Le site d'écluse de la Folie[119] ;
- L’écluse de Mantelot et des Combles[120],[121],[122] avec garage à bateaux ;
- Le pont de Châtillon-sur-Loire est un pont suspendu dont les fondations datent de 1931. Il a été détruit en juin 1940, puis reconstruit et rouvert à la circulation en 1951 ;
- L’île d'Ousson sur la Loire ;
- La commune est située dans la zone de protection spéciale vallée de la Loire du Loiret du réseau Natura 2000[123] et possède le label touristique de Station verte[124].

### Patrimoine gastronomique
La commune de Châtillon-sur-Loire est située dans l'aire de l'appellation d'origine protégée (AOP) ou appellation d'origine contrôlée (AOC) du Chavignol, un fromage au lait cru fabriqué à base de lait de chèvre entier, à pâte molle à croûte fleurie, de forme cylindrique très légèrement bombé à la périphérie.
Le territoire de Chatillon sur Loire est également intégré aux aires de productions de 24 produits bénéficiant d'une indication géographique protégée (IGP) : volailles du Berry, volailles de l’Orléanais, vins du Val de Loire, de l'Allier, du Cher, du Loir-et-Cher, de l'Indre, du Pays de Retz et primeur.

### Personnalités liées à la commune
L'histoire de la commune est liée à plusieurs personnalités, notamment :
- Antoine de Montchrestien (1575-1621), poète, dramaturge et économiste français, ancien gouverneur de Châtillon ;
- Robert Louis Stevenson (1850-1894), écrivain écossais, auteur notamment des ouvrages L'Étrange Cas du docteur Jekyll et de M. Hyde ainsi que de L'Île au trésor a été emprisonné à Châtillon pendant quelques jours[127] ;
- Raoul le Boucher (1883-1907), lutteur ;
- André Coudrat, né le 9 juillet 1902 à Châtillon, a été le doyen des Français du 11 janvier 2011 au 3 avril 2012 ;
- Louise Attaque, groupe de rock français, est originaire de Châtillon-sur-Loire ;
- Brunot Rousselot, artiste français, vit et travaille à Châtillon-sur-Loire.

## Jumelages
Comté d'Eacham (Australie) depuis 2003

## Culture
- L’union musicale de Châtillon-sur-Loire[129] : association musicale créée le 16 août 1900, composée d'un orchestre d'harmonie et d'une école de musique ;
- Une partie du tournage du film Folle embellie de Dominique Cabrera, sorti en 2004, s'est déroulé sur le site du Mantelot[130].